# Abdel Fattah Abdelrahman Burhan
Abdel Fattah Abdelrahman al-Burhan (in arabo عبد الفتاح البرهان‎?; Qandto, 11 aprile 1960) è un generale e politico sudanese, Presidente del Consiglio Sovrano di Transizione, de facto capo di Stato del Sudan dopo il colpo di Stato del 25 ottobre 2021, che ha rovesciato il governo di Abdalla Hamdok..

## Biografia

### Carriera militare
Abdel Fattah al-Burhan ha servito per un periodo nella guardia di confine, e in seguito è stato nominato attaché militare in Cina. È poi divenuto comandante della guardia di confine, avanzando ulteriormente diventando comandante delle forze di terra sudanesi. Ha anche servito come comandante durante la guerra nel Sudan del Sud che poi ha portato tale zona a divenire uno stato indipendente nel 2011. Il 26 febbraio 2019 è stato nominato generale nelle forze di terra sudanesi e in seguito come ispettore generale delle forze di terra.
È stato precedentemente anche ispettore generale delle Forze armate sudanesi.

### Presidente del Consiglio militare di transizione
Il 12 Aprile 2019 prende il posto di Ahmed Awad Ibn Auf alla guida del Consiglio militare di transizione.
Nei giorni successivi iniziarono i colloqui tra civili e militari per la formazione di un governo transitorio, mentre continuavano le manifestazioni di piazza; il 15 Maggio si giunse ad un primo accordo, ma a il 3 Giugno militari delle forze armate sudanesi attaccarono un sit-in di manifestanti a Khartoum, provocando decine di morti.
Nei mesi successivi venne trovato un accordo definitivo per un governo di transizione, guidato da Abdalla Hamdok, mentre Abdel Fattah Abdelrahman Burhan divenne presidente del Consiglio Sovrano, organo collegiale che avrebbe ricoperto il ruolo di Capo dello Stato sudanese per il periodo di transizione.

### Presidente del Consiglio Sovrano
Durante il primo di governo di Abdalla Hamdok, nel periodo in cui Abdel Fattah al-Burhan era a capo del Consiglio Sovrano, sono state apportate delle riforme nel paese, come la messa al bando delle mutilazioni genitali femminili nel maggio del 2020, l'abolizione della pena di morte per omosessualità, apostasia, dell'obbligo del velo e della fustigazione pubblica nel luglio 2020.

### Colpo di Stato del 2021 e suoi sviluppi
Il 25 ottobre 2021, a poche settimane da quando la guida del Consiglio Sovrano sarebbe dovuto passare ad un civile, guida il colpo di Stato in Sudan del 2021 e dichiara lo stato di emergenza, facendo arrestare i componenti del governo.
Il 21 novembre 2021, a seguito di un nuovo accordo, libera i prigionieri politici e reintegra Abdalla Hamdok come primo ministro; quest'ultimo si dimetterà il 3 gennaio 2022.

### Scontri in Sudan del 2023
Il 15 aprile 2023, le forze paramilitari di supporto rapido del paese hanno lanciato attacchi contro il governo di al-Burhan , affermando di catturare siti chiave del governo. Al-Burhan ha affermato che questi siti sono ancora sotto il controllo delle sue forze. Dal 21 aprile gli scontri sono continuati, anche se con occasionali cessate il fuoco.